# Hammarkullens Folkets Hus Bio
Hammarkullens Folkets Hus Bio (även Folkets Hus Bio Hammarkullen, eller Bio Hammarkullen) var en biograf i Hammarkullen i Göteborg. Biografen har en salong med 200 platser.